# José Saraiva Martins
José Saraiva Martins, C.M.F., GCC (nascut el 6 de gener de 1932) és un cardenal portuguès. És Prefecte emèrit de la Congregació per a les Causes dels Sants.

## Biografia
Nascut a Gagos de Jarmelo a Guarda, fill d'Antonio i Maria (nascudada Natividade Martins) Saraiva, s'uní a la Congregació dels Fills Missioners de l'Immaculat Cor de Maria, professant els seus vots el 22 d'agost de 1950. Martins va ser ordenat prevere per l'arquebisbe Ettore Cunial el 15 de març de 1957. Estudia a la Pontifícia Universitat Gregoriana i a la Universitat Pontifícia de Sant Tomàs d'Aquino (Angelicum) de Roma, on assolí una llicenciatura i un doctorat (respectivament) en teologia.
Saraiva ensenyà metafísica durant un any a Marino, Itàlia, i al 1959 passà al Claretianum, on ensenyà teologia fonamental i sacramental durant una dècada. Esdevingué rector de la Pontifícia Universitat Urbaniana per tres terminis (1977–1980, 1980–1983, 1986–1988).
El 26 de maig de 1988, Saraiva va ser nomenat Secretari de la Congregació per a l'Educació Catòlica i arquebisbe titular de Thuburnica. Rebé la consagració episcopal de mans del cardenal Agostino Casaroli, amb els arquebisbes Jan Pieter Schotte i Giovanni Battista Re servint com a coconsagradors, el 2 de juliol següent a la Basílica dels Sants XII Apòstols. El 30 de maig de 1998 va ser nomenat Prefecte de la Congregació per a les Causes dels Sants.
Saraiva Martins va ser creat cardenal pel Papa Joan Pau II al consistori del 21 de febrer de 2001, amb el títol de cardenal diaca de Nostra Signora del Sacro Cuore. Tots els alts funcionaris vaticans perden automàticament el seu càrrec durant el període de sede vacante; i Saraiva perdé el seu càrrec el 2 d'abril de 2005 en morir el Papa. Va ser un dels cardenals electors que participaren en el conclave de 2005 que trià el Papa Benet XVI, qui posteriorment el confirmà al càrrec el 21 d'abril següent.
Ha estat membre de les congregacions per al  Culte Diví i la Disciplina dels Sagraments, per als Bisbes, del Consell Pontifici per a la Cura Pastoral dels Treballadors dels Serveis de Sanitat i del Consell Especial per a Europa de la Secretaria General del Sínode de Bisbes.
El 8 de juliol de 2008 s'anuncià que seria succeït per Angelo Amato. El 24 de febrer de 2009 va ser promogut a l'orde de cardenals bisbes, amb el títol de la seu suburbicària de Palestrina.
El 6 de gener de 2012 complí els 80 anys, perdent el dret de participar en un futur conclave.

## Honors
Gran Creu de l'orde de Crist – 21 de desembre de 1990
 Gran Creu de l'orde de Sant Jaume de l'Espasa – 11 de maig de 2010
 Balí Cavaller de Gran Creu de Justícia del Sacre Orde Militar Constantinià de Sant Jordi (Casa de Borbó-Dues Sicílies)